# Schelenburg

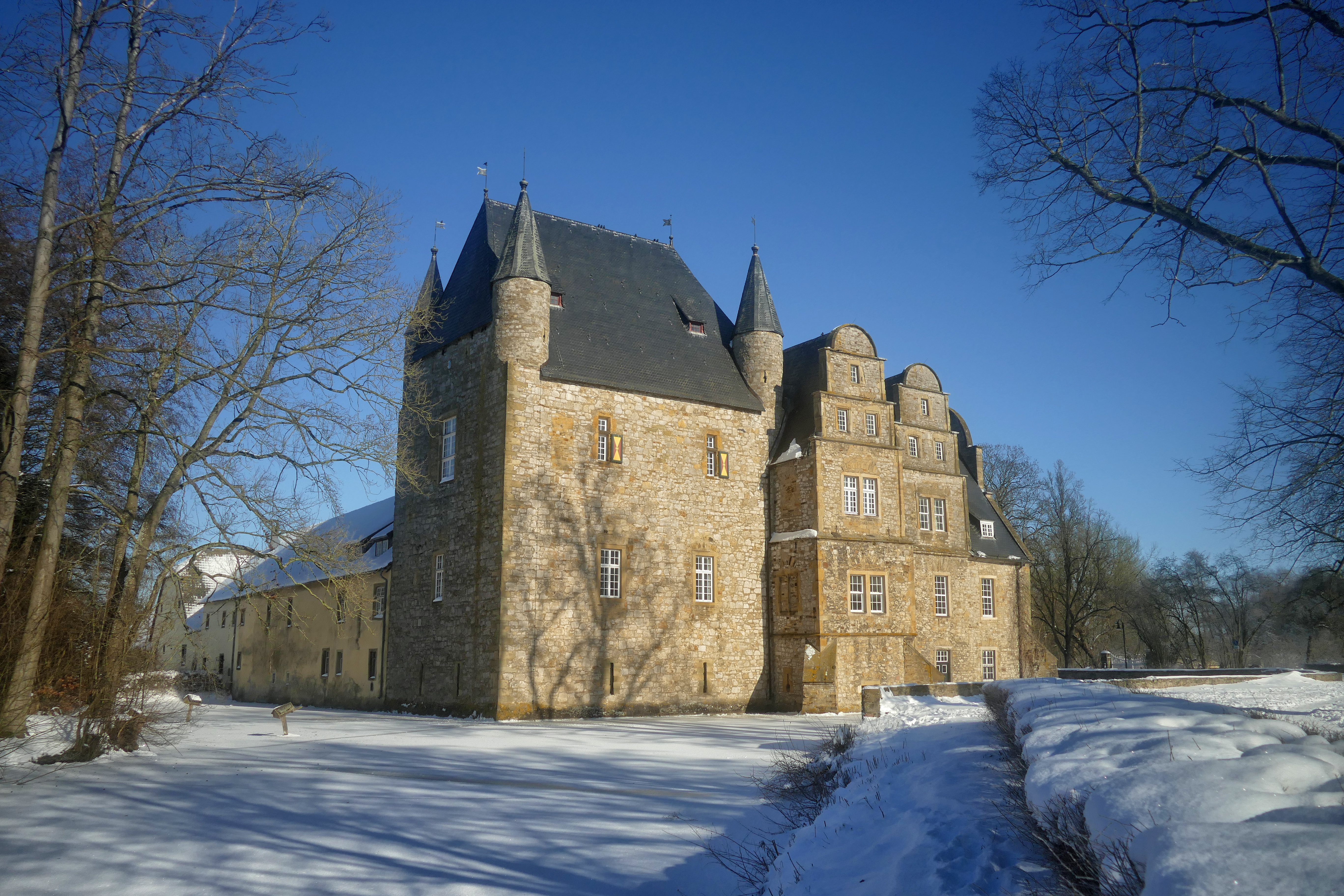
Die Schelenburg inmitten der zugefrorenen Burggräben, 2021

Die Schelenburg in Schledehausen ist eine Wasserburg und gehört zu den ältesten Burganlagen im Raum Osnabrück in Niedersachsen.

## Geschichte
Die Burg wurde 1160 zum ersten Mal urkundlich erwähnt, wird aber auf das 11. Jahrhundert geschätzt. Ihr ältester Teil ist der gotische Wohnturm aus dem 12. Jahrhundert. Im Mittelalter war er rundum von Wasser umgeben und konnte nur über eine Leiter zum ersten Stockwerk erreicht werden. 1578 wird ein Kapellenraum im Turm erwähnt. Der 1. Stock diente zwischen 1650 und 1803 als evangelische Kirche. Im Zuge dessen wurden im 18. Jahrhundert der Fußboden des 2. Stocks entfernt und stattdessen Emporen eingebaut. Im 19. Jh. wurden diese Maßnahme wieder rückgängig gemacht, ein neuer Fußboden eingezogen und im 1. Stock Zwischenwände eingefügt.
Die Burg war bis Ende des 14. Jahrhunderts der Stammsitz der Edelherren von Sledesen. Im Jahr 1396 ging die Burg an die Familie von Schele über, nachdem Rabodo von Schele die Erbtochter Elisabeth von Sledesen heiratete. Seitdem blieb die Burg im Familienbesitz, der Forstbesitz wird heute verwaltet durch Joachim Kellermann von Schele.
1490 zerstörte ein Brand Wohn- und Wirtschaftsgebäude, der massive Wohnturm blieb verschont. Von ca. 1500 bis 1532 wurde auf den Grundmauern des abgebrannten Wohnhauses ein Renaissancebau in Bruchsandstein errichtet. Der namhafte süddeutsche Baumeister Jörg Unkair vollendete den Bau im Stil der Weserrenaissance. Dabei wurde die Gräfte um den Turm endgültig zugeschüttet. Der Westflügel wurde 1573 als Wirtschaftsbau unter Benutzung der Fundamente eines Vorgängerbaus erbaut. 1703 wurde er verlängert und der bis dahin existierende Nordflügel abgerissen. Der nördliche Hauptburggraben wurde verfüllt und ein neuer Nordflügel errichtet. Die östliche Burgmauer mit Torhaus wurde zu einem Torflügel mit Wohnräumen umgestaltet. 1801 wurde der Burghof nochmals nach Norden vergrößert.
Der Reformator Caspar von Schele (1525–1578) verstarb auf der Schelenburg.
Auf Schloss Schelenburg wurde 1805 der Ministerpräsident des Königreiches Hannover Eduard von Schele zu Schelenburg geboren.

## Beschreibung
Herausragender Bestandteil der Burg ist der 16,5 × 12,5 m große Wohnturm, dessen vierfaches umgebendes Grabensystem durch die Wierau gespeist wurde und zum Teil noch erhalten ist. Seine 2,25 m starken Mauern sind ohne Keller auf Pfählen gegründet. Der Eingang erfolgte früher durch einen Hocheingang im ersten Stock der Südseite in ca. 4 m Höhe, heute befindet sich dort das Treppenhaus des Haupthauses. Die Lichtschlitze in den ersten beiden Stockwerken sind in der Renaissance durch Fenster ersetzt worden. In der Außenmauer des Dachgeschosses befindet sich der Wehrgang mit Schießscharten. Die Ecktürmchen weisen Schlüsselscharten auf. Zwischen Turm und Westflügel vermittelt ein gewölbter Zwischenbau.
Der Renaissancewohnbau weist markante Zwerchhäuser auf, von denen eines zur Gestaltung des Übergangs zum Wohnturm aus der Mauerflucht vorspringt. Die „welschen Giebel“ weisen halbrunde Abschlüsse ohne Zierelemente auf. Zwischen Wohnbau und Turm ist ein Treppenhaus eingefügt. Der ursprüngliche Palasbau ist noch durch eine Baunaht in der Ostfassade und eine mächtige Ost-West-Mauer im Inneren fassbar. Die Wassergräben sind im Norden heute verfüllt.

## Heutige Nutzung
Seit Mitte der 1980er Jahre wurde die Burg gründlich saniert und erhielt unter anderem ein neues Dach. In der alten Schlossküche befindet sich heute der Hauptraum eines gastronomischen Betriebes. Das Restaurant befindet sich in einem Kreuzgewölbe. Der normale Gastronomiebetrieb wurde jedoch zum 31. Dezember 2011 eingestellt. Nach außen schließt sich die Terrasse am Burggraben an. Innen bildet ein weiterer Gastraum mit Tonnengewölbe den Übergang zum gotischen Teil des Schlosses. Ein Saal im Obergeschoss des gotischen Turmes steht für Veranstaltungen zur Verfügung. Darunter befand sich ein Raum für Trauungen. Hier wurden bis zum 31. Dezember 2011 Hochzeiten durch das Standesamt Bissendorf vollzogen.
Die Wasserburg ist eine touristische Attraktion der Gemeinde Bissendorf und ihres Ortsteils Schledehausen (nach der Adelsfamilie Sledesen benannt). Sie liegt etwa 12 Kilometer östlich von Osnabrück zwischen Wiehengebirge und Teutoburger Wald an der Kreisstraße 324 (Osning-Route) kurz vor der westlichen Ortseinfahrt von Schledehausen.

## Gemeinde
Schelenburg existierte auch als Gemeinde bis zur Eingliederung in die Gemeinde Bissendorf, die am 1. Juli 1972 wirksam wurde.

## Bildergalerie

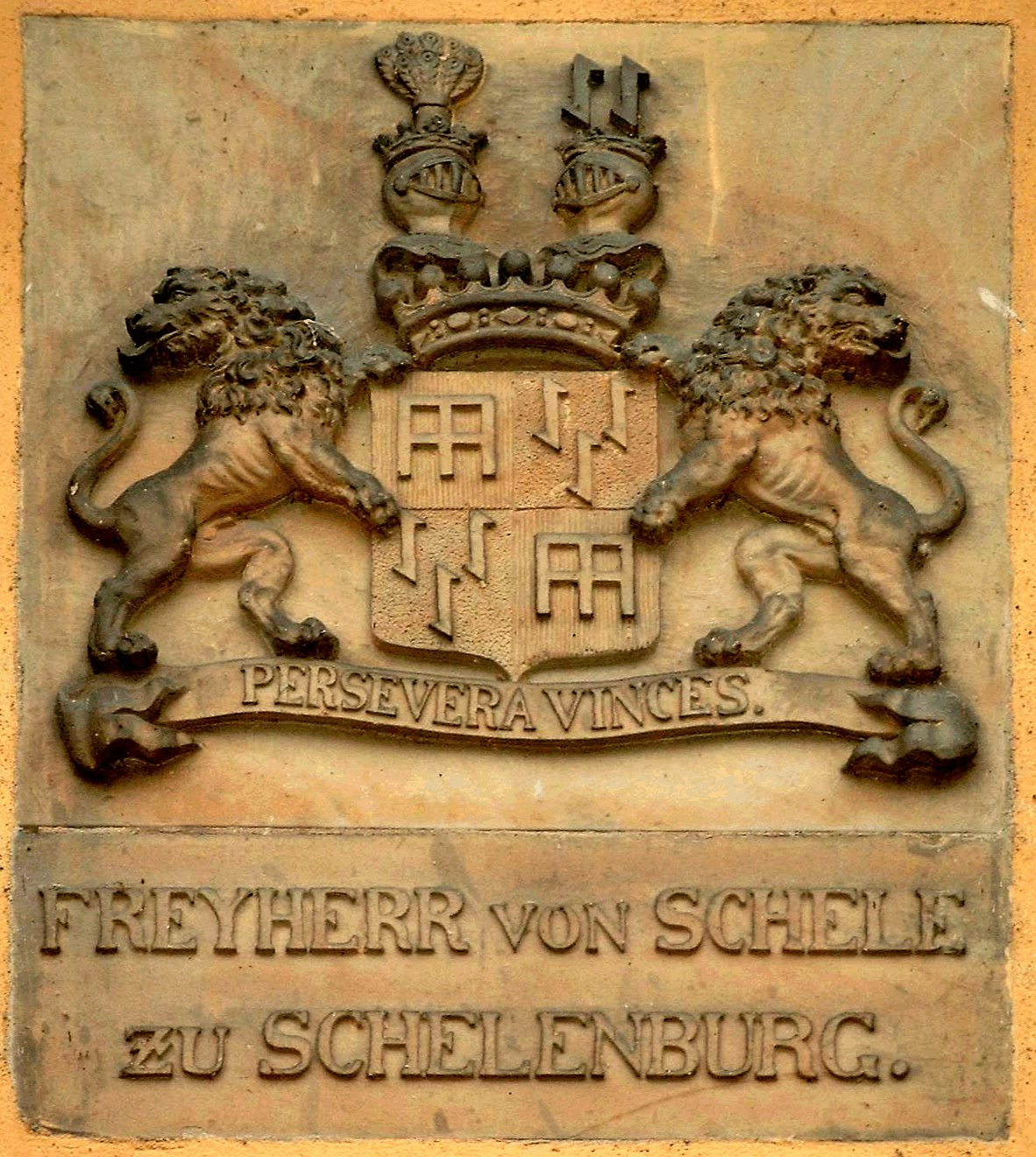
Das Wappen der Freiherren von Schele am Haupteingang
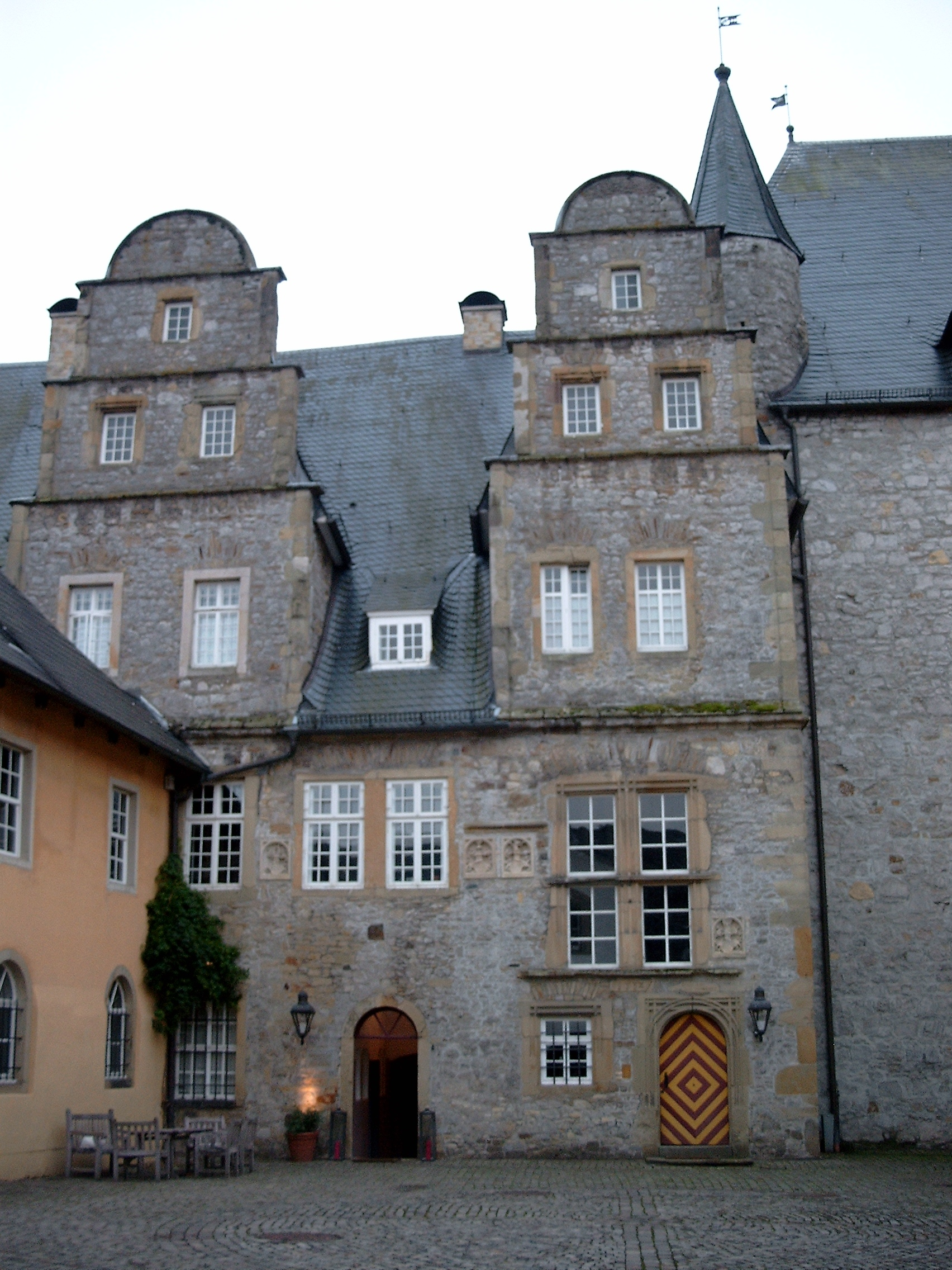
Der Innenhof der Burg mit Eingang zum Restaurant
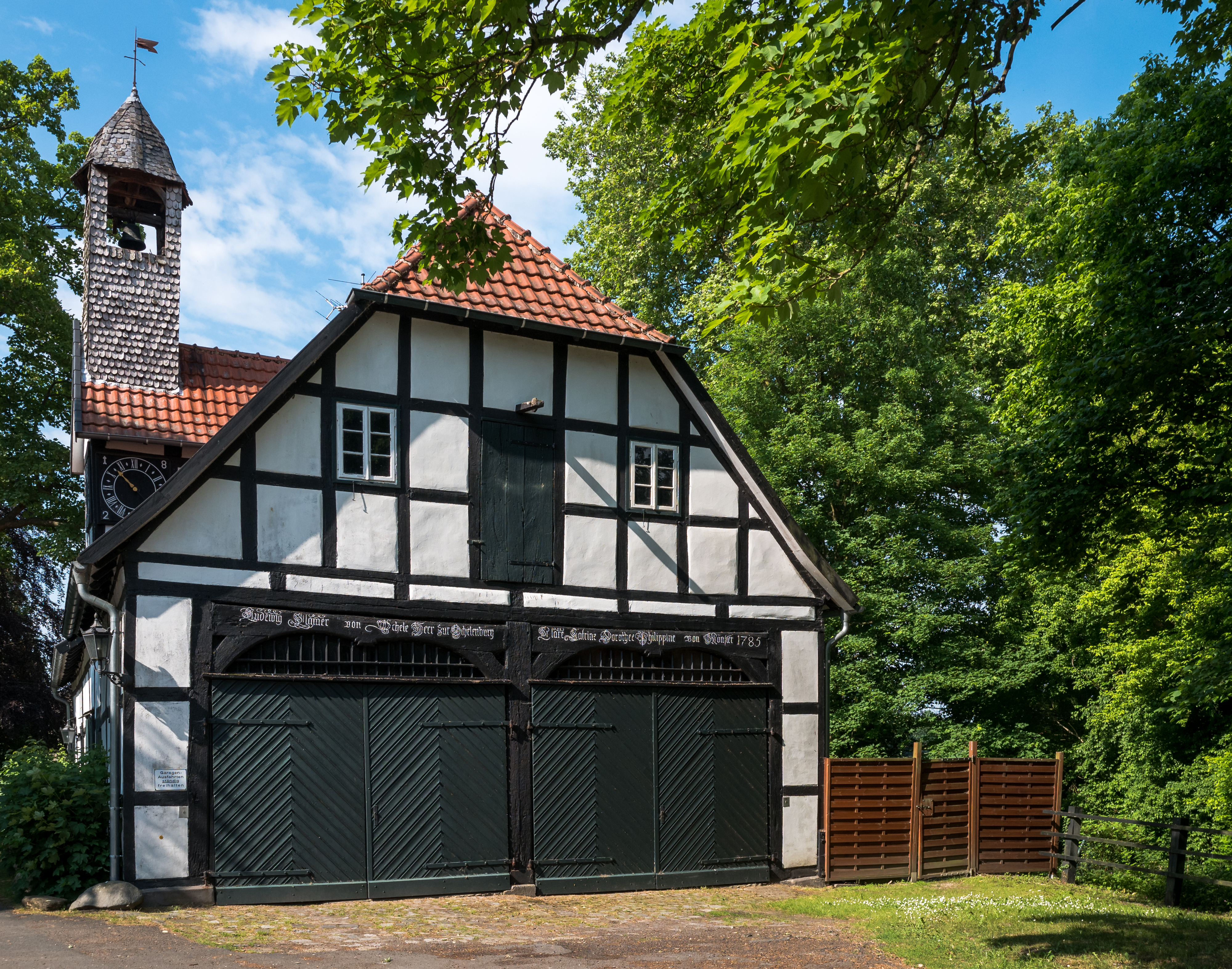
Das Nebengebäude ist in typischem niedersächsischen Fachwerk erstellt worden
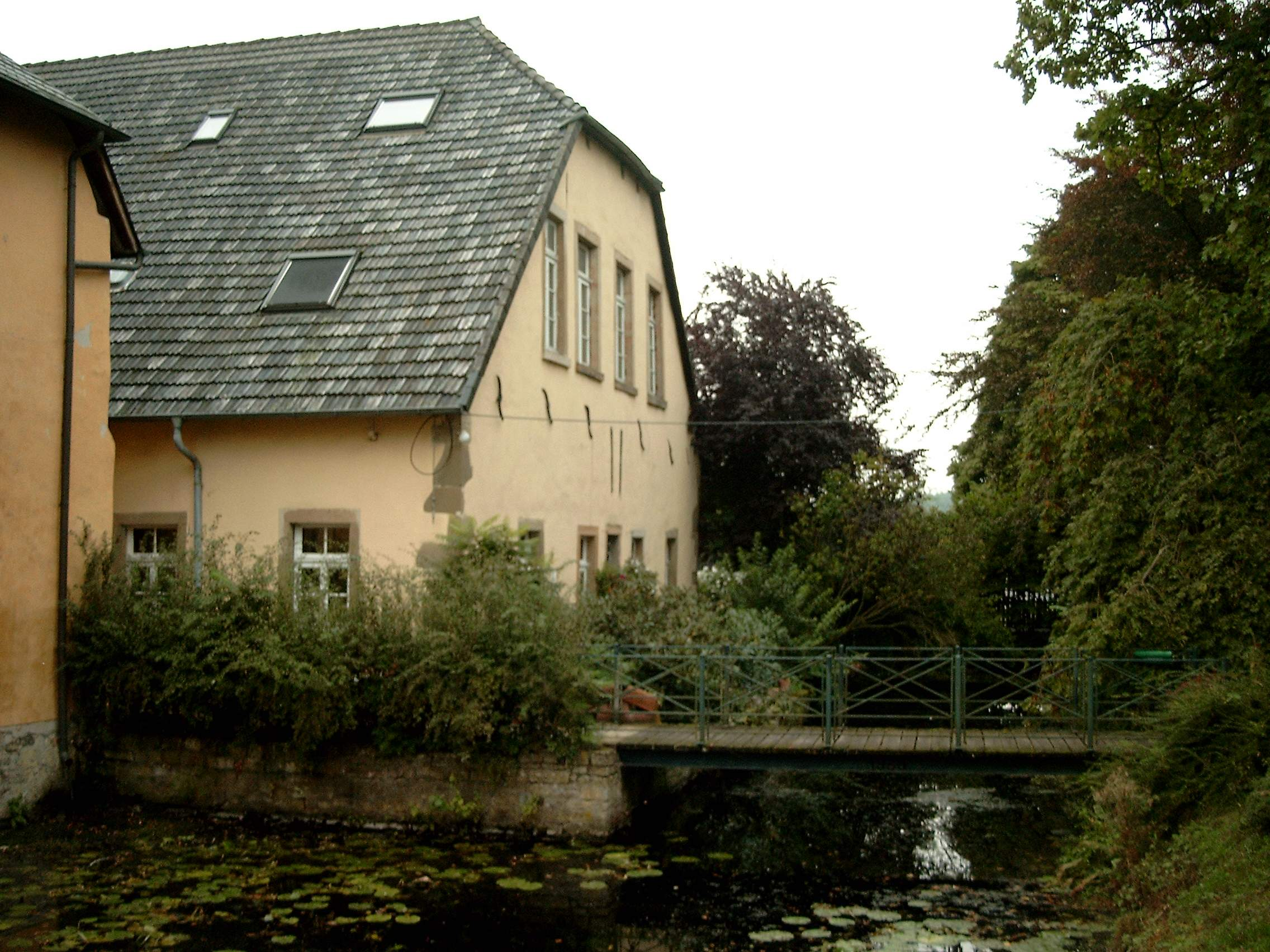
Die Wassergräben rund um die Burg haben zahlreiche Brücken